# 寺岛忍
寺岛忍（日语：／ Terajima Shinobu，1972年12月28日—），日本女演员，出身於京都府京都市，毕业于日本青山学院大学文学部，是A Petits Pas（アプティパ）公司所属艺人。

## 生平
寺岛忍上大学时就开始在舞台剧和电视剧里崭露头角。1990加入剧团文学座，一度被称为“候补文学座当家花旦”，甚至得到杉村春子的赏识，但在1996年她退出了文学座。之后为蜷川幸雄、江守徹、久世光彦等演艺界的顶尖导演制作人多次起用，她的戏路开始拓宽，演技也获得了长足的进步。同时她还拿到了为数不少的影视奖项。
在2003年公映的电影《赤目四十八泷心中未遂》和《Vibrator》中表现优异，演技获得了很高的评价，荣获了国内国际十几项电影奖。临近结婚之际，突然和未婚夫市川染五郎分手，加上这样的消息被媒体爆炒，她一下子在整个日本获得了相当的知名度。大胆的亲密戏以及在身上纹身（受到她母亲的极力反对，她母亲因此和她差点闹到断绝关系的地步）等，她对电影的敬业精神受到电影业者的追捧，逐渐巩固了她代表日本的实力派女演员地位。

## 家族
爺爺尾上梅幸。外公俊藤浩滋是東映製作人。父亲尾上菊五郎（第7代）是歌舞伎演员，母亲富司纯子（俊藤纯子->寺岛纯子）为演员，弟弟尾上菊之助（第5代）也是歌舞伎演员。

## 出演作品

### 电视剧
- （1989年、NHK） - 木村美香 役
- 《琉球之風》（琉球の風）（1993年、NHK大河劇）- 尚寧王妃 役 ※ 與父母一起演出。
- 《八代將軍吉宗》（八代将軍吉宗） - 阿逸（日语：安祥院 (徳川家重側室)） 役（1995年、NHK大河劇）
- （1995年、富士電視台）
- （1996年、關西電視台）
- 《天城山奇案》（元旦特別企画・松本清張原作「天城越え」）（1998年、TBS電視台）
- （1998年、朝日電視台） - 伊藤和可子 役
- （1998年、TBS電視台） - 木下はま子 役
- （1998年、中部日本放送）
- （1999年、日本電視台）
- 《北條時宗》（北条時宗）（2001年、NHK大河劇）- 禎子 役 ※ 與母親（演出時宗祖母）一起演出。
- （2001年、TBS電視台） - 浅野薫 役
- （2002年、NHK數位衛星高清頻道）
- 《武藏 MUSASHI》（武蔵 MUSASHI）（2003年、NHK大河劇） - 亞矢 役
- 《劍客生涯》（剣客商売）（2003年 - 2005年、富士電視台）
- （2003年、東京電視台）
- （2004年、NHK）
- （2005年、日本電視台） - 江口加代 役
- （2005年、日本電視台） - 琴原みゆき 役 ※ 初主演。
- （2005年、TBS電視台）
- （2006年、WOWOW） - 筒井瞳 役
- 《純情閃耀》（純情きらり）（2006年、NHK）- 有森（杉）笛子 役
- 《四個謊言》（四つの嘘）（2008年、朝日電視台）- 西尾満希子 役
- （2009年、朝日電視台） - 駒井君江 役
- 《龍馬傳》（龍馬伝）（2010年、NHK大河劇）- 坂本乙女 役
- （2010年、讀賣電視台） - 宮前ハナ 役
- （2011年、NHK）- 岡本かの子 役
- 《下町火箭》（下町ロケット）（2011年、WOWOW） - 神谷涼子 役
- （2011年、BSスカパー!） - お延 役
- 《阿淺來了》（2015年、NHK） - 今井梨江 役
- 《韋駄天～東京奧運故事～》（いだてん〜東京オリムピック噺〜）（2019年、NHK大河劇）- 二階堂德代（日语：二階堂トクヨ） 役
- 《競爭的維護者》（競争の番人）（2022年7月、富士電視台） - 本庄聰子 役
- 《The Travel Nurse》（ザ・トラベルナース）（2022年10月、朝日電視台） - 愛川塔子 役
- 《怎麼辦家康》（どうする家康）（2023年12月、NHK大河劇）- 福 役
- 《廢柴經紀人！-我來管理廢柴的藝人-》（ダメマネ! -ダメなタレント、マネジメントします-）（2025年4月、日本電視台） - 朝倉紫乃 役

### 电影
- 《西伯利亚超特急2》（シベリア超特急2）（2000年） - 安津伸江 役
- 《DRUG》（2001年） - 柳川恵子役 役
- （2003年） - 藤沢香織 役
- （2003年） - 早川玲 役
- 《赤目四十八瀧心中未遂》（赤目四十八瀧心中未遂）（2003年） - 綾 役
- 《再見了，可魯》（クイール）（2004年） - 仁井三都子 役
- （2004年）
- 《東京鐵塔》（Tokyo Tower）（2005年） - 川野喜美子 役
- 《大停电之夜》（大停電の夜に）（2005年） - 杉田礼子 役
- （2005年） - 夏井和代（過去） 役
- 《男人們的大和》（男たちの大和/YAMATO）（2005年） - 文子 役
- 《千里走单骑》（2006年） - 高田理惠 役 ※ 導演张艺谋。
- 《柔软的生活》（やわらかい生活）（2006年） - 橘優子 役
- 《秋葉原@DEEP》（アキハバラ@DEEP）（2006年、東映） - 渡会藤子 役
- （2007年） - 入江冬香 役
- 《淀君日記》（茶々 天涯の貴妃）（2007年） - 小督 役
- 《咯咯咯鬼太郎 千年咒歌》（ゲゲゲの鬼太郎 千年呪い歌）（2008年） - 濡れ女（なみ） 役
- 《開心直航》（ハッピーフライト}}）（2008年） - 山崎麗子 役
- （2009年） - 京子 役
- （2009年） - 須賀勝子 役
- （2010年） - 常子 役
- 《慾虫》（キャタピラー）（2010年） - 黒川シゲ子 役
- 《惡女羅曼死》（2012年） - 羽田美知子 役
- 《親愛的外人》（2017年）
- 《喔！露西》 （オー・ルーシー!）（2018年） - 節子 役
- 《除蚤武士》 （除蚤武士）（2018年）
- 《電影之神》（2020年）
- 《八犬傳》（2024年）阿百 役

## 得奖
- 2003年
  - 第28回 報知電影賞 最優秀主演女優賞
  - 第77回 電影旬報 最優秀主演女優賞
  - 第58回 每日電影獎 最優秀主演女優賞
  - 第46回 藍絲帶賞 最優秀主演女優賞
  - 第27回 日本電影金像獎 最優秀主演女優賞
  - 第25回 橫濱電影節 最優秀主演女優賞
  - 第16回　日刊體育映画大賞 最優秀主演女優賞
  - 第13回　日本映画批評家大賞 最優秀主演女優賞
- 2006年 新加坡国际影展 最佳女主角
- 2010年 
  - 第60屆 柏林影展 最佳女主角（銀熊獎）
  - 第34回 山路文子電影獎 年度女優賞
- 2023年
  - 第77回 每日電影獎 田中絹代賞